# BR-Klasse 71
Die British Rail Class 71 von British Railways (BR), zunächst als Class HA bezeichnet, war eine Baureihe von elektrischen Lokomotiven für den Einsatz vor Personen- und Güterzügen in Südengland. Die 24 Lokomotiven wurden zwischen 1958 und 1960 von den bahneigenen Werkstätten in Doncaster gebaut und waren bis Ende der 1970er Jahre im Einsatz. Zehn Lokomotiven der Class 71 wurden Ende der 1960er Jahre in Zweikraftlokomotiven der Class 74 umgebaut.

## Geschichte
Im Juni 1959 wurde der elektrische Betrieb auf dem Streckennetz entlang der Küste von Kent aufgenommen. Die Elektrifizierung dieses Teils des Streckennetzes der Southern Region der BR erfolgte mit 650 V Gleichspannung, die über seitlich angeordneten Stromschienen an die mit Schleifschuhen ausgerüsteten Fahrzeuge abgegeben wurde. Da vorgesehen war, den Dampfbetrieb auf den Strecken vollständig abzuschaffen, mussten neben den Triebwagen auch Lokomotiven für Güterzüge und Reisezugdienste beschafft werden, die nicht von den Triebwagen abgedeckt werden konnten. Dazu gehörten die hochwertigen Reisezüge wie den Golden Arrow und den Night Ferry.
Von der Baureihe mit der Achsfolge Bo’Bo’ wurden 24 Maschinen mit den Betriebsnummern E5000 bis E5023 gebaut. Die Lokomotive E5000 wurde 1962 in E5024 umgezeichnet. Im Total Operations Processing System (TOPS) erhielten die Lokomotiven in den 1970er Jahren die Baureihenbezeichnung Class 71.
Der Rückgang der Güterbeförderung auf der Schiene führte in den 1960er Jahren zur Abstellung von zehn Maschinen. 1967/68 wurden zehn Lokomotiven in Zweikraftlokomotiven umgebaut und der Baureihe HB zugeordnet, die später als Class 74 bezeichnet wurde. Die verbliebenen HA-Lokomotiven wurden in 71001 bis 71014 umnummeriert und im November 1977 abgestellt.
Der Lokomotive 71001, die ehemalige E5001, entging der Verschrottung und ist heute Teil der Sammlung des National Railway Museum. Bei Ablieferung waren die Lokomotiven grün lackiert, später erhielten sie eine blaue Lackierung mit gelben Stirnfronten.

## Technik
Die Class 71 hatten eine Stundenleistung von 1900 kW. Die Höchstgeschwindigkeit der 78,24 t schweren Maschine betrug 145 km/h. Im östlichen und zentralen Bereich des Netzes der Southern Region fuhren die Lokomotiven mit 650 V Nennspannung, im westlichen Bereich mit 750 V Nennspannung. Die Lokomotiven konnten 900-t-Güterzüge befördern.
Zusätzlich zur Stromabnahme aus den Stromschienen über Schuhkontakte, waren die Lokomotiven mit einem mittig auf dem Dach montierten Stromabnehmer ausgerüstet, der für den Betrieb unter einer Oberleitung auf Nebengleisen und Rangierbahnhöfen vorgesehen war.
Der Kasten ist eine nicht selbsttragende und verhältnismäßig leichte Konstruktion, die auf einen Rahmen aufgesetzt ist, der von zwei zweiachsigen Drehgestellen getragen wird. Die Achsen der Drehgestelle werden Gleichstrom-Fahrmotoren von English Electric angetrieben, die paarweise von einem Radiallüfter im Maschinenraum gekühlt werden. Der Achsantrieb ist als Hohlwellenantrieb in der Form des BBC-Scheibenantriebs ausgeführt.
M: Motor der Umformergruppe

G: Generator der Umformergruppe

F: Schwungräder

M1, M2, M3 und M4: Fahrmotoren

Hauptstromkreis der BR-Klasse 71
M: Motor der Umformergruppe
G: Generator der Umformergruppe
F: Schwungräder
M1, M2, M3 und M4: Fahrmotoren

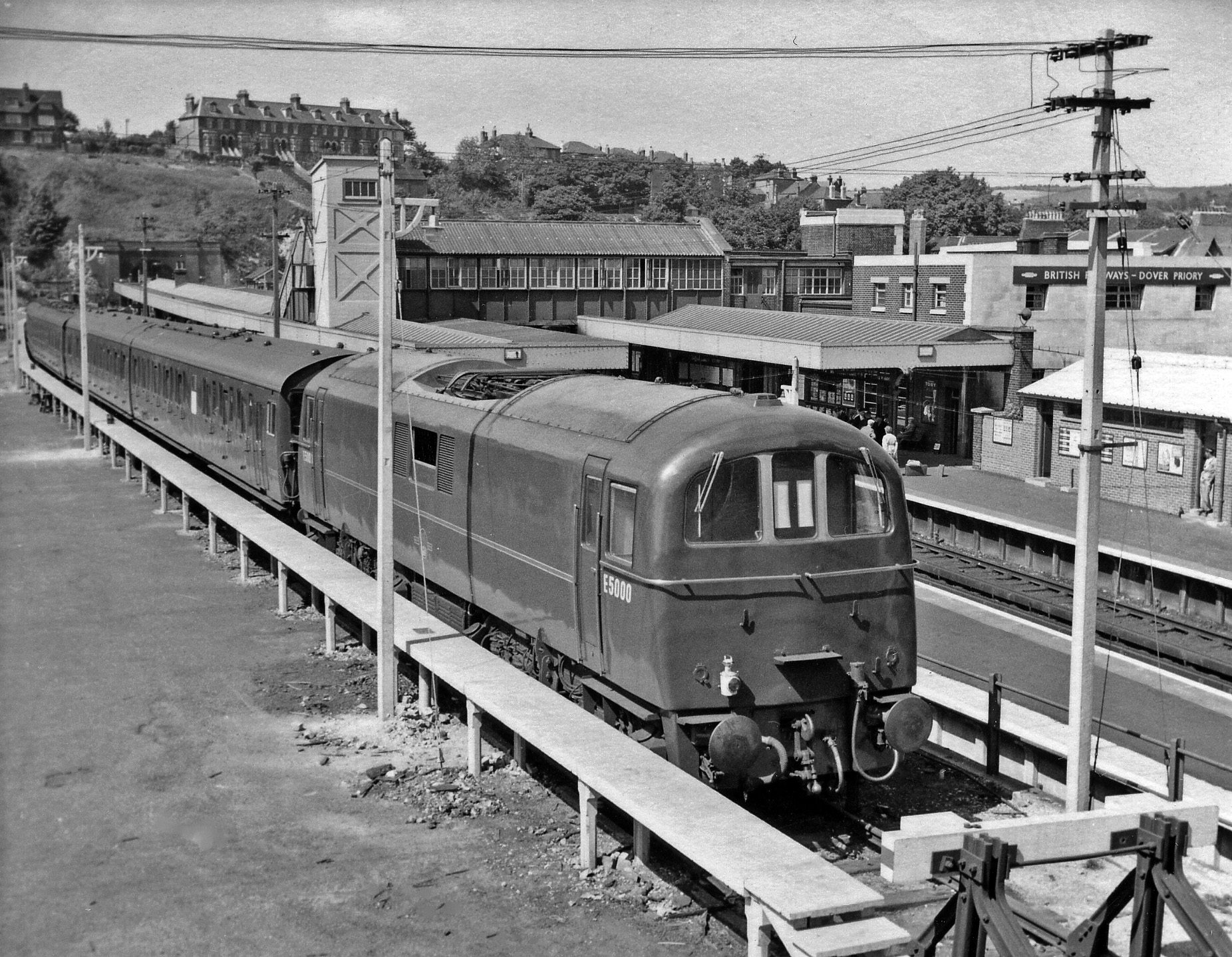
E5000 im Bahnhof Dover Priory (1959) – gut erkennbar in der Dachmitte ist der Pantograf

Die Lokomotive ist elektrisch als Umformerlokomotive in Gleichstrom-Gleichstrom-Technik ausgeführt, was eine eher selten angewandte Technik darstellt, die aber bereits bei den drei Lokomotiven der BR-klasse 70 erprobt worden war. Anstelle von Anfahrwiderstände zur Regulierung der Fahrmotorspannung verwendet die Lokomotive eine rotierende Umformergruppe, die als Booster Motor-Generator bezeichnet wird. Sie besteht aus zwei Gleichstrommaschinen mit baugleichem Anker, die auf einer gemeinsamen Welle sitzen.
Der Motor des Umformers ist direkt mit der Fahrleitungsspannung verbunden, während der Generator in Reihe zwischen die beiden Fahrmotorgruppen geschaltet ist, wobei eine Gruppe mit der Fahrleitung und die andere mit der Schiene verbunden ist. Innerhalb einer Fahrmotorgruppe sind die beiden Fahrmotoren parallel geschaltet. Der Energiefluss im Umformer wird über die Erregerwicklungen des Generators gesteuert. Der Generator des Umformersatzes hat eine Leistung von 945 kW bei 1750 Umdrehungen pro Minute. Der Motor hat bei einer Spannung von 675 V eine Leistung von 1000 kW. Zwei Schwungräder auf der Welle der Umformergruppe halten diese auch bei kurzen Spannungsunterbrechungen, wie sie beim Befahren von Bahnübergängen auftreten, in Betrieb.
Bei Anfahrt wird am Generator die Erregungen so eingestellt, dass an dessen Klemmen eine Spannung ansteht, die fast gleich der Spannung der Fahrleitungsspannung ist, aber dieser entgegengerichtet ist. Dadurch beginnt der Generator als Motor zu arbeiten, während der Spannungsabfall über den Fahrmotoren praktisch Null ist. Durch reduzieren der Spannung an den Generatorklemmen wird die Spannung an den Fahrmotoren schrittweise erhöht. Erreicht die Klemmenspannung des Generators Null, liegt über den beiden Fahrmotorgruppen die volle Fahrleitungsspannung an und der Umformer ist im Leerlauf. Wird die Klemmenspannung am Generator in gleicher Richtung wie die Fahrleitungsspannung aufgeschaltet, beginnt der Generator als Spannungsquelle zu arbeiten, die sich zur Fahrleitungsspannung hinzu addiert, weshalb der Umformersatz als booster bezeichnet wird. Wenn alle Stufen voll aufgeschaltet sind, arbeiten beide Fahrmotorgruppen mit der ganze Fahrleitungsspannung.